# The Rose (banda)
The Rose (en coreano: 더 로즈) es una banda coreana de rock indie/alternativo originaria de Seúl, Corea del sur formada en el año 2017. La misma está conformada como un cuarteto, son parte de ella: Kim Woo-sung (líder, voz, guitarra), Park Do-joon (voz, teclado), Lee Ha-joon (batería) y Lee Tae-Gyeom (bajo).Antes de su debut, la banda inició como un grupo indie popular que tocaba en bares y calles, todo esto previamente al lanzamiento de su canción oficial «Sorry» el 3 de agosto de 2017, actualmente se encuentran únicamente representados por su propia empresa denominada Windfall.
La banda se caracteriza por su sonido melódico acompañado de instrumentos acústicos como la guitarra, violín, violonchelo, saxofón, entre otros, e instrumentos más electrónicos como la guitarra eléctrica, el bajo, la batería, el pad y el teclado. Sus letras bastante emotivas con temas sociales que van desde la pérdida, la aceptación, la esperanza y en especial la sanación, sumando su interpretación en vivo han captado la atención del público internacional.

## Carrera

### 2015–2016: Formación temprana y actuación callejera
Dojoon y Tae-Gyeom se conocieron mientras los dos tocaban en la calle en Hongdae. A menudo se encontraba ocupado como aprendiz de DSP Media, Dojoon rara vez tuvo tiempo de reunirse con Tae-Gyeom y luego confesó en una entrevista de radio que él no era del tipo que desobedecía a su compañía de representación.Jaehyeong comenzó a tocar en la calle con Hajoon más tarde ese año después de que los dos se conocieron mientras practicaban en el mismo estudio y el dúo partió en busca de otro miembro.
A finales de 2015, Tae-Gyeom reclutó a Dojoon, quien había dejado su empresa y había vuelto a tocar en la calle. El trío fundó la banda independiente Windfall y comenzó a escribir su propia música publica covers musicales en YouTube y actúa en las calles. Cuando la banda decidió buscar a su cuarto y último miembro, Dojoon trabajó para reclutar a Woosung, a quien había conocido a través de un amigo en común.
En 2016, la banda ingresó a J&Star Company.

### 2022-presente: regreso y nueva label
Tras el regreso de Dojoon, Hajoon y Tae-Gyeom del servicio militar, y el lanzamiento del álbum en solitario de Woosung, Moth, Woosung confirmó el sello propio de la banda, Windfall. En agosto de 2022, la banda firmó con Transparent Arts de Far East Movement como su nuevo sello, con Transparent y Wasserman Music representando a la banda. El 7 de octubre lanzaron el sencillo "Sour" junto con su primer álbum de estudio, Heal. Además, en apoyo de Heal, anunciaron su gira mundial, Heal Together World Tour, con fechas en Norteamérica, Sudamérica, Europa y Asia desde 2022 hasta 2023. 
El 21 de abril de 2023, Suga de BTS colaboró con Woosung y el fallecido Ryuichi Sakamoto en una canción titulada "Snooze", que es la novena pista del álbum en solitario, D-Day. 
El 21 de julio de 2023, lanzaron su sencillo "Back To Me/Alive" con el vídeo musical de la canción "Back To Me" seguido de un vídeo musical de "Alive" el 29 de julio de 2023. Su segundo álbum de estudio, Dual, lanzado el 22 de septiembre de 2023.
En octubre de 2023, su álbum “DUAL” llegó a la lista Billboard 200 en el puesto 83 en su primera semana de lanzamiento. Además de figurar en las listas 200, también hicieron un debut trascendental en el lanzamiento de Transparent Arts con el puesto número 1 en Artistas emergentes, #33 en la lista de artistas, #5 en ventas de álbumes, #5 en ventas de álbumes actuales, #3 en álbumes alternativos actuales, #2 en álbumes de rock actuales, #7 en álbumes digitales y #2 en álbumes de Internet. Además, la banda comenzó su gira Dawn to Dusk por Estados Unidos y Canadá el 4 de octubre de 2023, seguida de la gira por Filipinas el 26 de enero de 2024.

## Discografía

### Sencillos del álbum debut
| Título | Detalles | Posiciones | Ventas       |
| Título | Detalles | KOR        | Ventas       |
| ------ | --- | ---------- | ------------ |
| Red    | - Lanzamiento: 13 de agosto de 2019 - Sello: J&Star Company - Formato: CD, descarga digital Ver listaTrack listing 1. "California" 2. "Red" 3. "Red" (Inst.) | 8          | - KOR: 9,192 |

### Extended plays
| Título | Detalles | Posiciones | Posiciones | Ventas        |
| Título | Detalles | KOR        | US World   | Ventas        |
| ------ | --- | ---------- | ---------- | ------------- |
| Void   | - Lanzamiento: 16 de abril de 2018 - Sello: J&Star Company - Formato: CD, descarga digital Ver listaTrack listing 1. "Candy (So Good)" 2. "Baby" 3. "I.L.Y." 4. "Sorry" 5. "Like We Used To" (좋았는데) 6. "Baby" (Inst.) 7. "Sorry" (Inst.) 8. "I.L.Y." (Inst.) | 25         | 8          | - KOR: 6,371+ |
| Dawn   | - Released: 4 de octubre de 2018 - Sello: J&Star Company - Formato: CD, descarga digital Ver listaTrack listing 1. "I Don't Know You" 2. "She's in the Rain" 3. "Take Me Down" 4. "Insomnia" (불면증) 5. "She's in the Rain" (Inst.)                             | 8          | 5          | - KOR: 5,515+ |

### Sencillos
| Título                                                                        | Año                    | Peak chart positions   | Peak chart positions   | Álbum                           |                        |
| Título                                                                        | Año                    | KOR                    | US World               | Álbum                           |                        |
| Como artista principal                                                        | Como artista principal | Como artista principal | Como artista principal | Como artista principal          | Como artista principal |
| ----------------------------------------------------------------------------- | ---------------------- | ---------------------- | ---------------------- | ------------------------------- | ---------------------- |
| "Sorry"                                                                       | 2017                   | —                      | 14                     | Sorry                           |                        |
| "Like We Used To" (좋았는데)                                                  | 2017                   | —                      | —                      | Like We Used To                 |                        |
| "Baby"                                                                        | 2018                   | —                      | 14                     | Void                            |                        |
| "She's in the Rain"                                                           | 2018                   | —                      | 13                     | Dawn                            |                        |
| "Red"                                                                         | 2019                   | —                      | 7                      | Red                             |                        |
| "Black Rose"                                                                  | 2020                   | —                      | —                      |                                 |                        |
| "Beauty and the Beast" (미녀와 야수)                                          | 2021                   | —                      | 15                     |                                 |                        |
| Apariciones en bandas sonoras                                                 |                        |                        |                        |                                 |                        |
| "With You" (너와)                                                             | 2018                   | —                      | —                      | Tofu Personified OST Part 3     |                        |
| "Strangers" (타인은 지옥이다)                                                 | 2019                   | —                      | —                      | Hell Is Other People OST Part 1 |                        |
| "—" denota lanzamientos que no se registraron o no se lanzaron en esa región. |                        |                        |                        |                                 |                        |

## Videografía

### Videos musicales
| Año  | Título                               | Director(es)                 |
| ---- | ------------------------------------ | ---------------------------- |
| 2017 | "Sorry"                              | Desconocido                  |
| 2017 | "Like We Used To" (좋았는데)         | Son Dong-rak & Song Jung-kyu |
| 2018 | "Baby"                               | Desconocido                  |
| 2018 | "She's in the Rain"                  | Desconocido                  |
| 2019 | "Red"                                | STONE                        |
| 2020 | "Black Rose"                         | Desconocido                  |
| 2021 | "Beauty and the Beast (미녀와 야수)" | Desconocido                  |
| 2022 | "Childhood"                          | @curry_tian                  |
| 2022 | "Sour"                               | @itsdpd                      |
| 2023 | "Time"                               | Luke Choi                    |
| 2023 | "Back to me"                         | Muyu Media                   |
| 2023 | "Alive"                              | KORLIO                       |
| 2023 | "You're Beautiful"                   | Christian Haahs              |
| 2023 | "Wonder — Venn Diagram Project"      | Tony K                       |
| 2023 | "Wonder"                             | Christian Haahs              |
| 2023 | "Back to Me" - Live at Kia Forum     | Ojas Devanathan              |